# Sant'Eugenio
Sant'Eugenio, emellanåt benämnd Sant'Eugenio alle Belle Arti och Sant'Eugenio a Valle Giulia, är en kyrkobyggnad, mindre basilika och titeldiakonia i Rom, helgad åt den helige påven Eugenius I. Kyrkan är belägen vid Viale delle Belle Arti i quartiere Pinciano och tillhör församlingen Sant'Eugenio.
Sedan år 1980 tillhör kyrkan Opus Dei; andra kyrkor i Rom tillhörande Opus Dei är Sant'Apollinare, Santa Maria della Pace ai Parioli, San Giovanni Battista in Collatino och San Josemaria Escrivá.

## Kyrkans historia
År 1942 firade påve Pius XII sitt 25-årsjubileum som biskop. Han tillkännagav då att han ämnade uppföra en ny kyrka, helgad åt påve Eugenius I; Eugenio var ett av Pius XII:s dopnamn. Kyrkobyggnaden bekostades med gåvor påven mottog i samband med sitt jubileum. Pius XII lade den första stenen, hämtad från de vatikanska grottorna, den 28 juni 1943. Kyrkan ritades i nybarock av arkitekterna Enrico Pietro Galeazzi och Mario Redini. Byggnadsarbetena försenades på grund av andra världskriget och kyrkan konsekrerades av påven den 2 juni 1951.

## Exteriören
Fasadens nedervåning har sex korintiska pilastrar; kapitälen är utsmyckade med änglar som håller påvliga attribut. Ovanför mittportalen har Alessandro Monteleone utfört en relief som visar sex änglar med Kristogrammet med ett kors och tre spikar. Monteleone har även ritat de allegoriska figurerna Rättvisan och Freden över sidoportalerna. De sex pilastrarna bär upp ett entablement, vars fris har dedikationsinskriptionen: DEO SACRVM IN HON ⋅ S ⋅ EVGENII I PIVS XII PONT ⋅ MAX ⋅ ROMANVS A ⋅ D ⋅ MDCCCCL. 
Den övre våningen har ett rundbågefönster samt högreliefer föreställande de fyra evangelisterna, utförda av Francesco Nagni. Fasaden kröns av ett triangulärt pediment.

## Interiören
Den treskeppiga interiören avdelas av korintiska kolonner. Högaltaruppsatsen har en bronsstaty föreställande Eugenius I, skulpterad av Attilio Selva. Antependiet visar Korsnedtagandet. I absiden har Ferruccio Farazzi freskmålat Korsets triumf och Passionssymbolerna. Kapellen på ömse sidor av högkoret är invigda åt Jesu heliga hjärta (höger) respektive den helige Josef (vänster). Vänster tvärskepp har ett kapell invigt åt Vår Fru av Fátima som framställs med änglar och helgon; de sistnämnda är Antonius av Padua, Nuno Álvares Pereira, Elisabet av Portugal och Johannes av Gud. Kapellet i höger tvärskepp är invigt åt apostlarna Petrus och Paulus. Altarmålningen, som framställer titelhelgonen, är ett verk av Francesco Perotti. Scenerna ur helgonens liv har målats av Marcello Avenali.
Interiören har sex sidokapell, tre på vardera sida.

### Höger sida
Cappella di Santa Francesca Saverio Cabrini
Första sidokapellet på höger hand är invigt åt den heliga Francesca Saverio Cabrini och har en bronsstaty av helgonet, utförd av Pericle Fazzini.
Cappella di San Francesco d'Assisi
Det andra kapellet är invigt åt den helige Franciskus av Assisi och har Domenico Rambellis bronsstaty av helgonet.
Cappella di Sant'Agnese
Tredje kapellet på höger hand är invigt åt den heliga jungfrumartyren Agnes. Venanzo Crocetti har målat Den heliga Agnes förhärligande.

### Vänster sida
Cappella di San Nicola di Flüe
Första sidokapellet på vänster hand är invigt åt den helige eremiten och mystikern Nikolaus av Flüe. Corrado Vigni har utfört helgonets staty.
Cappella di Santa Caterina da Siena
Detta kapell är invigt åt den heliga Katarina av Siena. Lågreliefen Den heliga Katarinas hänryckning är ett verk av Enrico Castelli. Giorgio Quaroni har målat scener ur helgonets liv.
Cappella di San Filippo Neri
Det tredje kapellet är invigt åt den helige Filippo Neri. Bronsstatyn som avbildar helgonet är utförd av Francesco Messina.
Interiörens Via Crucis har stationer, vilka är ett verk av Attilio Torresini, Alfredo Biagini, Antonio Berti och Giacomo Manzù.

## Titeldiakonia
Sant'Eugenio stiftades som titeldiakonia av påve Johannes XXIII år 1960.
Kardinaldiakoner
- Antonio Bacci: 1960–1971
- Umberto Mozzoni: 1973–1983; titulus pro illa vice: 2 februari – 7 november 1983
- Paul Poupard: 1985–1996
- Francesco Colasuonno: 1998–2003
- Julián Herranz Casado: 2003–2014; titulus pro hac vice: 2014–

## Bilder
| - Kyrkans fasad och höga kupol. |